# Sakaina koreensis
Sakaina koreensis is een krabbensoort uit de familie van de Pinnotheridae. De wetenschappelijke naam van de soort is voor het eerst geldig gepubliceerd in 1972 door Kim & Sakai.